# Nagybánya
Nagybánya (románul: Baia Mare, németül: Frauenbach, Frauenseiffen, Neustadt, régi elnevezése Asszonypataka,  latinul: Rivulus Dominarum) municípium Romániában. Máramaros megye székhelye.

## Neve
Nevét arany- és ezüstbányáiról kapta, előtagja a szomszédos Felsőbányától különbözteti meg. Korábban Asszonypatakának (1329) hívták, mivel a királyné tulajdona volt, utótagja a mellette folyó patakra utalt.

## Földrajz
A város az ország északnyugati részén, a Nagybányai-medencében, az 1307 m magas Rozsály-hegy déli lábánál, a Zazar folyó partján fekszik. Északról a Gutin-hegység (és az annak részét képező Rozsály-tömb, románul Igniş) határolja.
Közigazgatási területe 234,71 km², a városhatáron belüli, szűken vett terület pedig 33,75 km². A szomszédos községek délen Lénárdfalva és Tőkésbánya, keletre Felsőbánya, nyugatra pedig Alsótótfalu.

## Története

### Kezdetek
Egyes történelemkutatások szerint a város első említése 1142-ből, II. Géza korából való (Frauenbach, Asszonypataka néven), amikor a király szászokat telepített a környékre. Mások szerint a tatárjárás után, IV. Béla uralkodása idején jött létre. A legrégebbi fennmaradt oklevél 1327-ből való; ebben Károly Róbert király Zazarbánya néven említi a települést. Tőle származik egy 1329-es oklevél is, melyben Rivulus Dominarumnak (Asszonypataka) hívja, a szomszédos Felsőbányát pedig Mons Mediusként (Középhegy) említi. A Rivulus Dominarum elnevezés arra a középkori apácazárdára vonatkozott, amely a mai Klastrom-réten állt. Nagy Lajos király 1347-ben, majd 1376-ban állított ki kiváltságlevelet a városnak; a másodikban többek között a bányászatot is szabályozta.
A román történelemszemlélet szerint a Nagybányai-medence Boirebisztasz dák államának része volt, és néprajzi, nyelvészeti és régészeti bizonyítékok igazolják a románság kialakulását és folytonosságát ezen a tájon. (Lásd még: A románok eredete.)

### A bányász kisváros

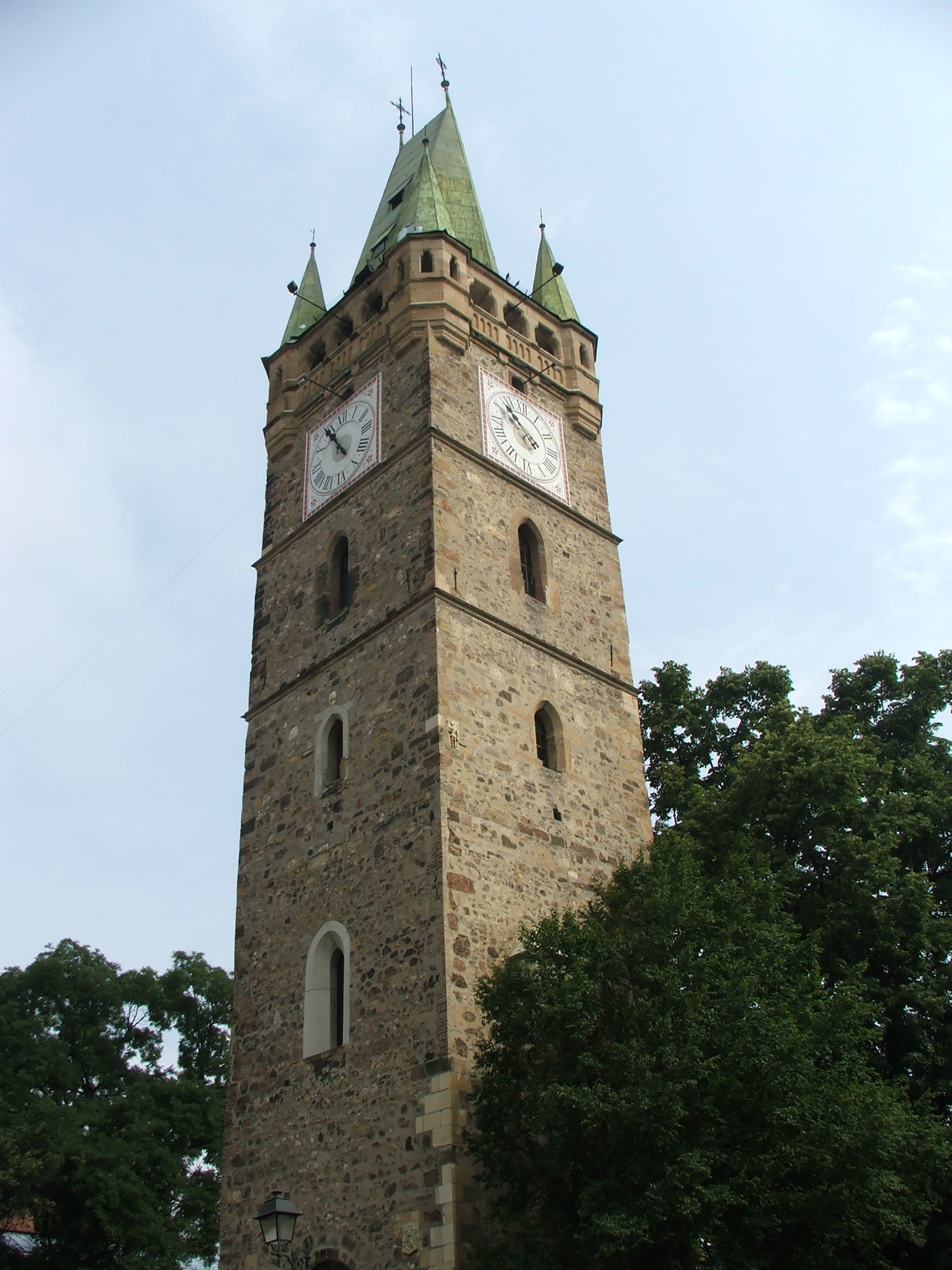
Szent István-torony

Nagybánya akkori polgárai idetelepült német ajkú iparosok, bányászok és kereskedők voltak. A bányaváros  védőszentje Szent István király. Nagybánya messzi földön híres volt Szent István nevezetű gótikus stílusú templomáról, ami egyedi módon kéthajósnak épült, és 1387-ben fejezték be. A templom méretei impozánsak voltak, az épület 50 méter hosszú, tornya pedig 40 méter magas volt. Hatalmas tornya, a Szent István-torony a mai napig magaslik Nagybánya felett.

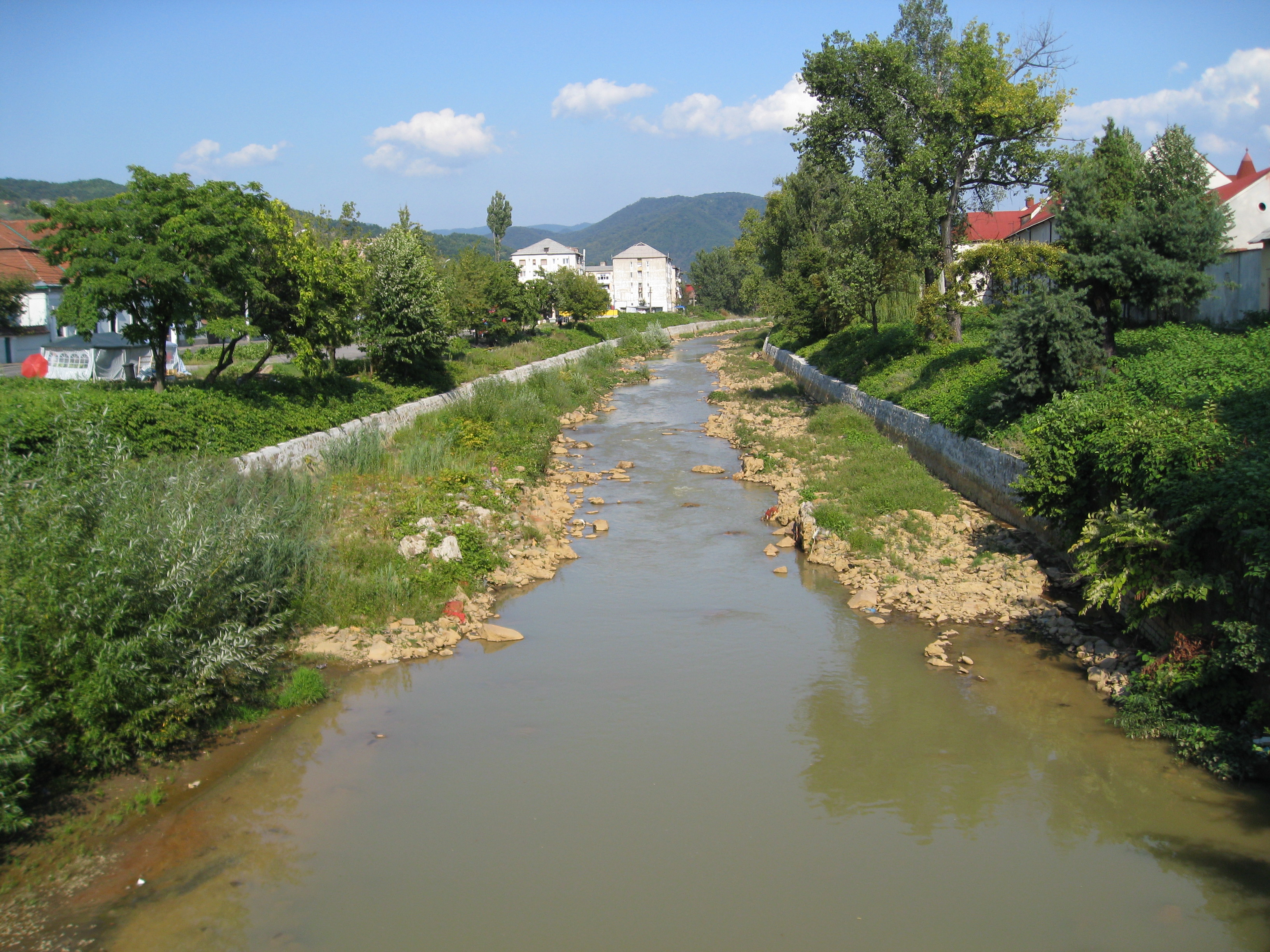
A Zazar folyó

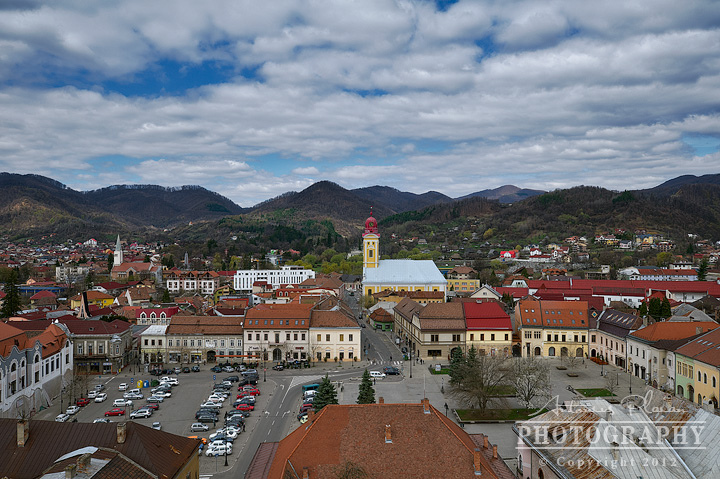
Nagybánya látképe a Szent István-toronyból

A város iskolájáról 1380-ból maradt fenn írásos emlék. Ebben az időben a brassói származású Theodoricus volt az iskolamester. Az 1408-as évben városi kórházról tesznek említést. Pénzverde már 1411-ben működött.
A város 1411-ig királyi város volt, ekkor azonban Zsigmond király Lazarovits István szerb uralkodónak adományozta. Később Hunyadi János kezére került s keze alatt a bányászat ismét fellendült. Hunyadi János házat épített Nagybánya főterén, ami mai napig is megtekinthető.

### Az arany városa

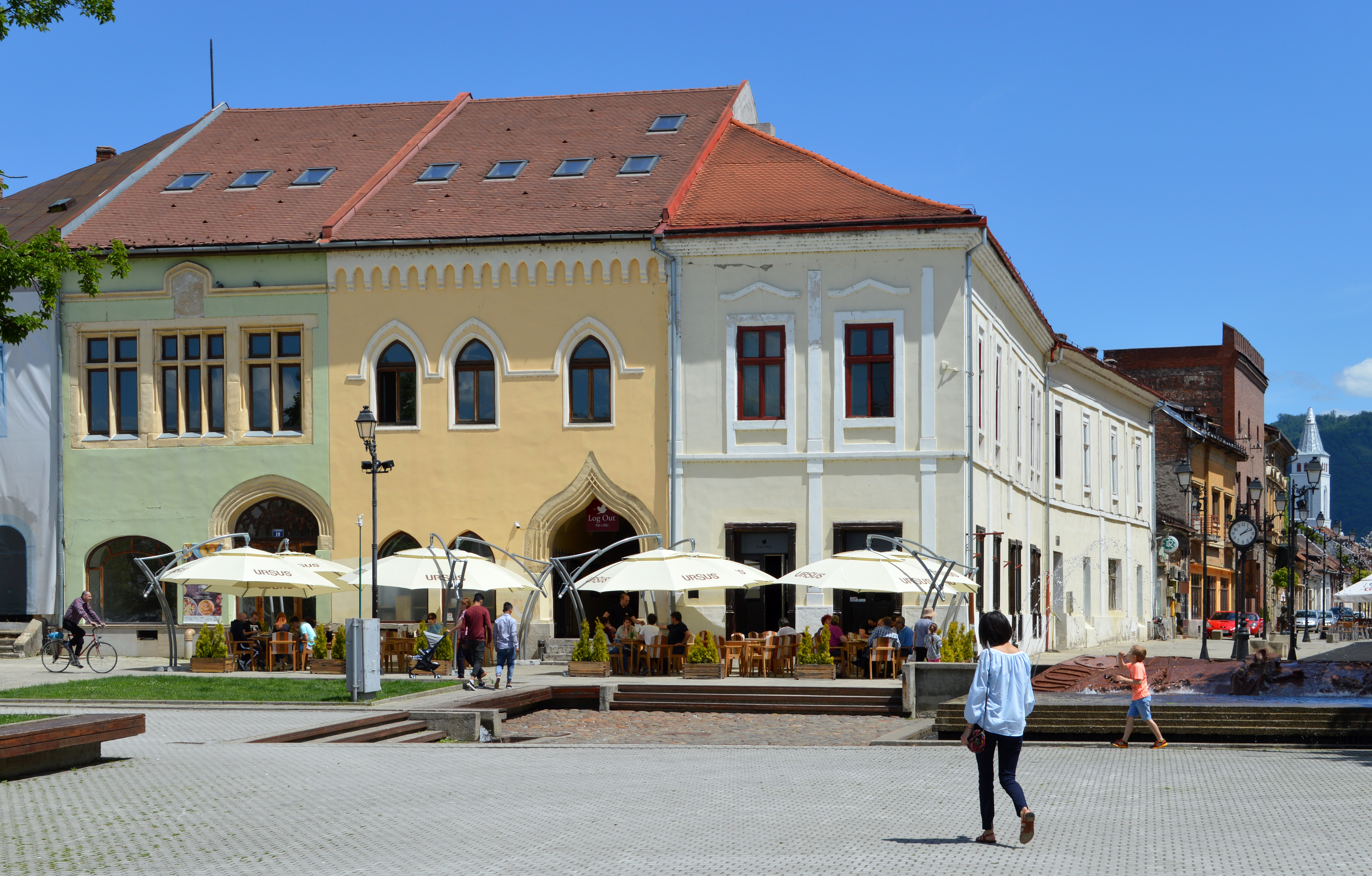
Főtér, Erzsébet-ház

1464-ben Mátyás király kiváltságlevelet írt a városnak, az ő uralkodása alatt a bányászat ismét megerősödött. A moldovaiak betörései miatt, Nagybánya kérésére Mátyás király megengedte a városnak, hogy falakkal, sáncárkokkal és bástyákkal vehessék körül. Ezekből napjainkra már csak a Mészáros-bástya maradt fönn. Ebben az időszakban a Magyar Királyság aranytermelésének több mint fele Nagybánya kezében volt.
1551-ben a Habsburg-házbeli I. Ferdinánd birtokába került a város. A bányák ekkor magánkézből bérlők kezébe kerültek s a rablógazdálkodásuk miatt a bányászat ismét hanyatlófélbe került, az egyébként jól felszerelt, európai szintű bányák ismét elhanyagolttá váltak. A bányászat mellett kőművesek, ácsok, kőfaragók, szűcsök, fazekasok, szabók, ötvösök voltak jó hírű mesteremberei Nagybányának. A nagybányai ötvösök országszerte ismertek, egy közülük, Bánfihunyadi Ötvös János világhírre tett szert azzal, hogy a londoni Gresham kollégium tanárává vált, s az angolok kiemelkedő tudósként tisztelik. Egy másik híres ötvös, Ocsovai Dániel II. Rákóczi Ferenc pecsétnyomóját készítette. 1547-ben Kopácsi István a város lakóit a reformáció mellé állította, és megalapította a Schola Rivulinát, Erdély és a Partium (valamint a mai Románia) területének első középiskoláját, amely 1755-ig működött.
1620-ban Bethlen Gábor erdélyi fejedelem megvonta a bérlés jogát a bányákat szipolyozó addigi bérlőktől, és Nagybánya városára ruházta át. A 17. század közepén Nagybánya I. Rákóczi György erdélyi fejedelem tulajdonába került, majd II. Rákóczi Györgyé lett. 1660 elején a váradi Ali pasa portyázó csapatai dúltak a környéken, majd 1660 nyarán hatalmas, 16 000 arannyi váltságdíjat csikartak ki a várostól.
1664-től, a vasvári béke után Nagybánya osztrák kézre került. 1672-ben Cob császári generális parancsára levegőbe röpítették a város védrendszerének jelentős részét. 1685-ben a császári hadak Máramarosban teleltek, megszállás alatt tartva a vidéket. 1687-ben a reformátusok elvesztették az István-templomot és az iskolájukat, amit a jezsuiták 1691-ben vettek át. 1692-ben a minorita rend megkapta a várostól a Szent Miklósról nevezett kispiaci templomot, ami mellé rendházat építettek.
II. Rákóczi Ferenc 1703-ban átállásra szólította fel a várost, mivel Nagybánya támogatta a fejedelem szabadságharcát. A szabadságharc bukását követő Szatmári béke visszaállította az azt megelőző állapotokat. VI. Károly német-római császár viszont 1712-ben ismét elismerte és megerősítette a város kiváltságait. 1742-ben pestisjárvány pusztított Nagybányán. A pénzverde épületét 1739-ben fejezték be. Ez az épület ma is látható, a megyei történelmi és régészeti múzeum  van benne.
1771-ben kezdték el a görögkatolikus templom építését, majd 1792-ben a Híd utcai református templomét. 1793-tól négyosztályos görögkatolikus népiskoláról vannak feljegyzések. A Magyar Jádzó Társaság 1796-ban kért engedélyt a város tanácsától, és 1797-ben már német nyelvű társulat is működött. 1802-ben építették a Fekete Sas fogadót, amelyben 1847 szeptember havában Petőfi Sándor és Szendrey Júlia szállt meg.
1848-ban a város a forradalom mellé állt, ebben az évben Kossuth Lajost Nagybánya díszpolgárává avatták. 1848 decemberében Bem József tábornok innen indult Kolozsvár elfoglalására. A szabadságharc bukása után Berenczey László erdélyi kormánybiztos sok más forradalmárral együtt Nagybányán talált rejtekhelyet.
A világosi fegyverletételt itt is csaknem két évtizedes csend követte, de a kiegyezés (1867) után a kincstári és magánbányák újabb virágzása következett. Létrejött a Kaszinó-egyesület (1834), a Polgári Olvasókör (1869), majd 1896-ban megalakult a magyar képzőművészet egyik legjelentősebb központja, a nagybányai festőiskola. Kiépült a vasútvonal Szatmár és Dés felé, kigyúltak az első villanylámpák (1909). 1889-ben jelent meg az első román nyelvű újság, a Gutinul című hetilap. Lakossága fél évszázad alatt több mint kétszeresére nőtt.

### Román kézen
1919. január 9-én bevonultak a román királyi csapatok. A román közigazgatás első két évtizedében megerősödtek a román intézmények. A középoktatás nyelve román lett, a görögkatolikus püspökség Máramarosszigetről Nagybányára költözött, de eredménytelen harc folyt azért, hogy Szatmár megye székhelyét ide költöztessék.
A második bécsi döntés értelmében 1940. szeptember 7-én Nagybányára is bevonult a magyar honvédség. A honvédség tiszteletére állított diadalkaput nem sokkal korábban egy román harckocsi letarolta. 1941. június 27-én, egy nappal a kassai bombázás után a szovjet légierő bombázta Nagybányát.
A II. világháború után, amikor a visszatérő román közigazgatás megszüntette a megyerendszert és létrejöttek a tartományok, Nagybánya Máramaros tartomány, majd az újabb megyésítéssel Máramaros megye székhelye lett. Ezzel egy időben új városnegyedek, vállalatok, intézmények jöttek létre. Bevándorlás nyomán a lakosok száma 18 000-ről 170 000-re nőtt.

### A forradalom után
Az 1989-es forradalom óta a bányászat fokozatosan leépült, a bányák közül sokat bezártak. Sokan kiköltöztek külföldre, vagy a környező falvakba, így a város lakossága 114 ezerre csökkent. A kommunista rezsim alatt kialakított nehézipar lassan megszűnik és a város fő gazdasági ereje a kereskedelemben van.
Több külföldi cég Nagybánya környékére helyezi kelet-európai lerakatát, képviseletét. Ilyen a Mercedes, amely itt nyitotta meg legnagyobb kelet-európai kamion, busz és haszonjármű lerakatát. Továbbá a közeli Szakállasdombón (Dumbrăvița) épül a Universal Alloy Co. által egy Airbus és Boeing alkatrészeket készítő gyár.
2000. január 30-án a nagybányai Aurul bányavállalat létesítményéből 100 ezer m³ cianid- és nehézfémtartalmú szennyvíz zúdult a Lápos folyóba, majd ezen keresztül a Szamosba és a Tiszába. A tiszai ciánszennyezés két hét alatt vonult le, hatalmas károkat okozva.
2011 júniusában az önkormányzat – balesetveszélyre hivatkozva – 1,8 m magas betonfalat építtetett két, összesen 200 roma család (mintegy 6-700 fő) által lakott tömbház és az előttük elhaladó forgalmas út közé. Az Országos Diszkriminációellenes Tanács (CNCD) azonban 6000 lejes pénzbírságot szabott ki Cătălin Cherecheş polgármesterre, mivel álláspontjuk szerint a fal felépítése diszkriminációnak minősül, és nem oldja meg a problémákat. A Romani Criss egyesület 2011 decemberében beperelte a polgármesteri hivatalt. A Bukaresti Törvényszék 2012. novemberi ítélete szerint nem történt diszkrimináció, az egyesület azonban fellebbezni fog.

## Népesség
1910-ben 12877 lakosából 9992 fő magyar, 2677 román és 175 német volt.
Az 1992-es népszámlálás szerint a 149 205 fős lakosság nemzetiségi összetétele: román 80,59%, magyar 17,39% (25 364 fő), német 0,64%, zsidó 0,06%. 1992 és 2002 között a romák és az ukránok kivételével minden nemzetiség lélekszáma csökkent, de eltérő arányban. 
A 2002-es népszámlálás szerint 136 254 fő lakta. A nemzetiségi arányok: románok 82,85%, magyarok 14,79% (20 466 fő), cigányok 1,5%, németek 0,35%, ukránok 0,25%, zsidók 0,04%.
A 2011-es népszámlálás szerint 123 738 lakosa volt. Az anyanyelvi megoszlás a következő: románok 97801 (79,0%), magyarok 12 606 (10,2%), cigányok 1767 (1,4%), németek 140, ukránok 126, egyéb 115. Hovatartozásáról nem nyilatkozott 11 183 (9,0%), ez némileg torzítja az arányokat.  2011cenzus

## Önkormányzat és közigazgatás

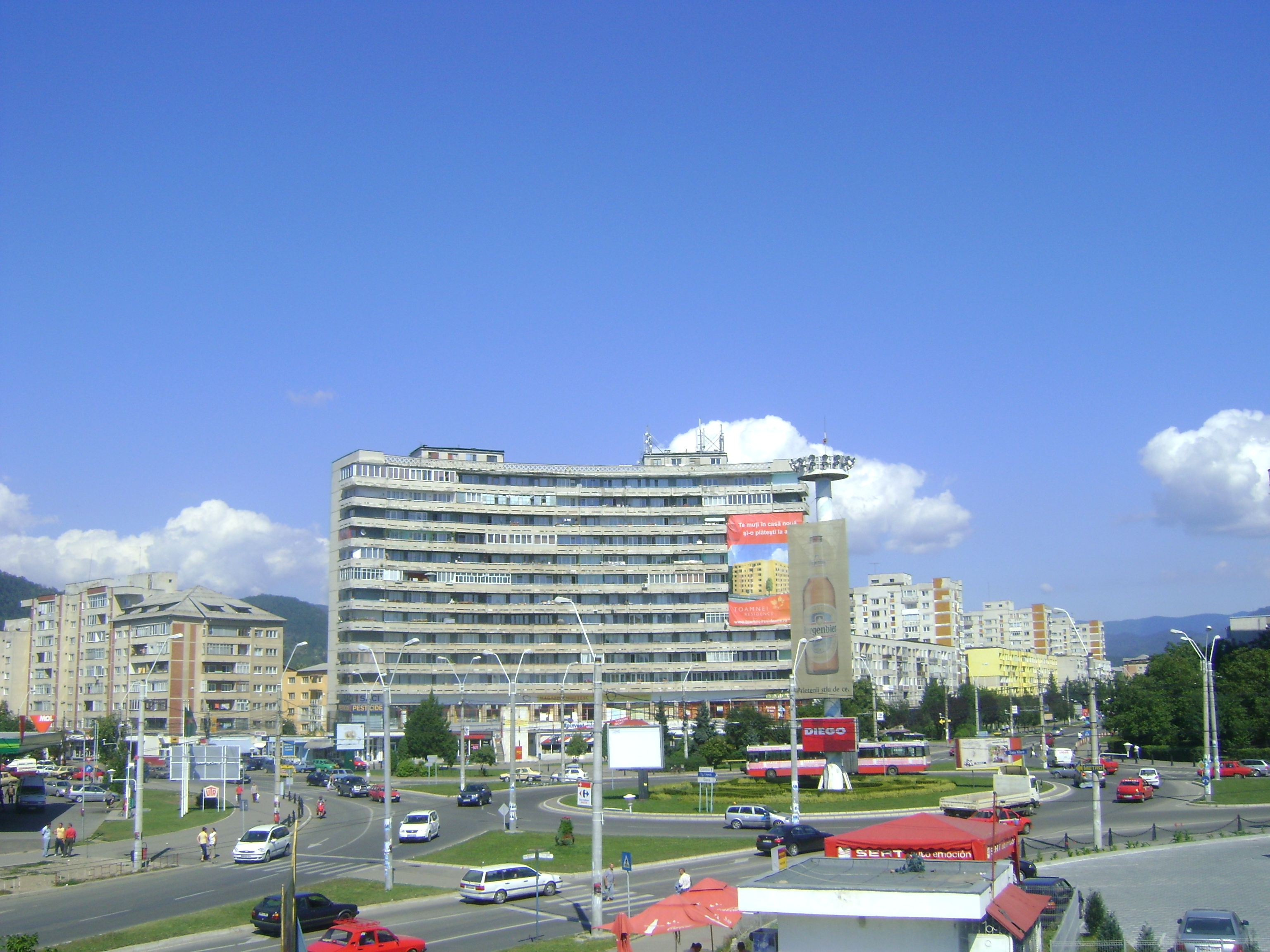
Nagybánya

A helyi tanács összetétele:
|  | Párt                                          | 2004 | 2008 | 2012 | Jelenlegi tanács | Jelenlegi tanács | Jelenlegi tanács | Jelenlegi tanács | Jelenlegi tanács | Jelenlegi tanács | Jelenlegi tanács | Jelenlegi tanács |
|  | --------------------------------------------- | ---- | ---- | ---- | ---------------- | ---------------- | ---------------- | ---------------- | ---------------- | ---------------- | ---------------- | ---------------- |
|  | Nemzeti Liberális Párt (PNL)                  | 9    | 9    | 8    |                  |                  |                  |                  |                  |                  |                  |                  |
|  | Szociáldemokrata Párt (PSD)                   | 4    | 5    | 7    |                  |                  |                  |                  |                  |                  |                  |                  |
|  | Konzervatív Párt (PC)                         | –    | –    | 2    |                  |                  |                  |                  |                  |                  |                  |                  |
|  | Romániai Magyar Demokrata Szövetség (RMDSZ)   | 3    | 3    | 2    |                  |                  |                  |                  |                  |                  |                  |                  |
|  | Dan Diaconescu Néppárt (PP-DD)                | –    | –    | 2    |                  |                  |                  |                  |                  |                  |                  |                  |
|  | Demokrata Liberális Párt (PD-L)               | 5    | 6    | 1    |                  |                  |                  |                  |                  |                  |                  |                  |
|  | Országos Szövetség Románia Haladásáért (UNPR) | –    | –    | 1    |                  |                  |                  |                  |                  |                  |                  |                  |
|  | Nagy-Románia Párt (PRM)                       | 2    | –    | –    |                  |                  |                  |                  |                  |                  |                  |                  |

## Gazdaság
A foglalkoztatási ráta a városban 38,1%. A foglalkoztatottak száma a 2003-as 57 553-ról 2005-re 52 889-re csökkent, elsősorban az elbocsátások, a munkavállalók elvándorlása és a nyugdíjazások miatt. A legjelentősebb visszaesés az iparban, ezen belül is a kitermelő iparban történt. Csökkent az oktatási és az egészségügyi ágazatban foglalkoztatottak száma is. Ezzel szemben a banki, biztosítási és távközlési területen növekszik a foglalkoztatás.

## Közlekedés

### Közösségi közlekedés
A város a  400-as vasúti fővonal mentén fekszik, melynek része a Zsibó–Nagybánya-vasútvonal és a Szatmárnémeti–Nagybánya-vasútvonal. Itt ágazott ki belőle a Nagybánya–Felsőbánya-vasútvonal, amelyen jelenleg nincsen személyforgalom.
A helyi közösségi közlekedést nagyrészt az SC URBIS SA biztosítja. A városi hálózatot 1 trolibusz- és 12 autóbuszvonal alkotja. 17 különjárat egyes cégeket szolgál ki a műszakváltások idején. 10 buszjárat a szomszédos falvakkal és Felsőbányával köti össze a várost.

### Közúti közlekedés
A tervezett Nagybánya–Nyíregyháza-autópálya Magyarország felé biztosítana kapcsolatot. Ennek első szakasza az M3-as autópálya Nyíregyháza–Vásárosnamény szakaszának része Vajáig. A második szakasz a tervezett R49-es gyorsút, a harmadik pedig a szintén tervezési fázisban levő romániai szakasz Pete és Nagybánya között.
2011 decemberében a városi önkormányzat megkezdte a tervezett nagybányai körgyűrű környezetvédelmi engedélyeztetését. A beruházás várhatóan 2012 februárjában kerülhet bele a város éves költségvetésébe, a versenytárgyalás pedig leghamarabb júliusban kezdődhet meg, ami optimális esetben nyár végi vagy őszi munkakezdést jelentene. Az átadásra 2013–2014-ben kerülhet sor.

### Légi közlekedés
A város repülőtere, a nagybányai nemzetközi repülőtér Miszmogyoróson található.

## Kultúra

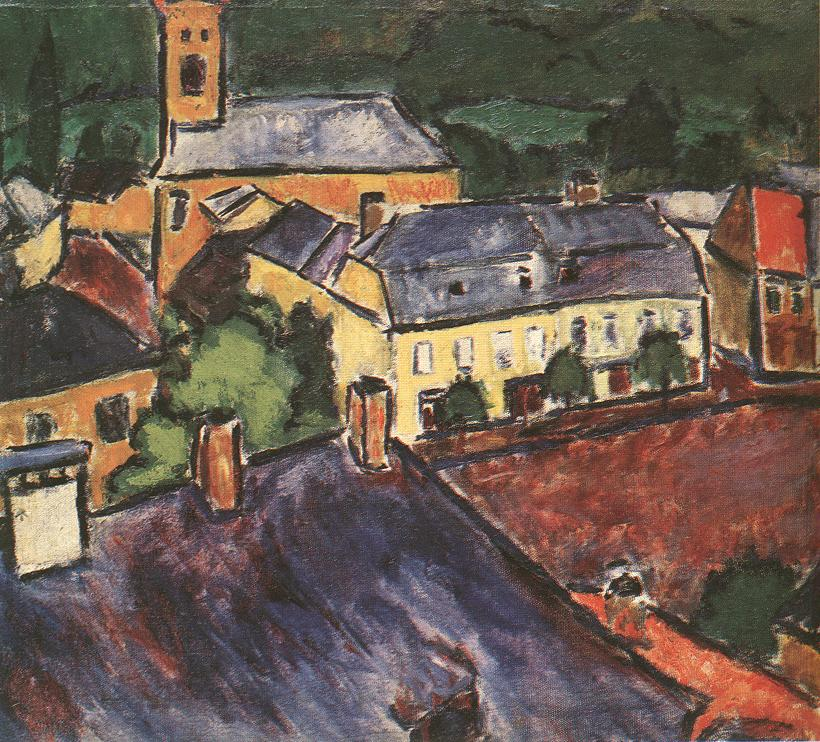
Galimberti Sándor: Városkép (Nagybánya)

A város magyar művelődési és társadalmi életének központi intézménye a 2001-ben létrehozott Teleki Magyar Ház. Gróf Teleki Sándor egykori háza a Nagybánya-óvárosi Református Egyházközség tulajdona, működtetője a Misztótfalusi Kis Miklós Közművelődési Egyesület, de a ház a katolikus, református, evangélikus és baptista egyházközségek, valamint más magyar civil szervezetek – többek között a 015. sz. Gróf Teleki Sándor cserkészcsapat, az Erdélyi Kárpát-egyesület Gutin Osztály, a Lendvay Márton Színjátszó Kör és Alapítvány, a Németh László Gimnázium – közösségi életét egyaránt szolgálja.
A város legjelentősebb magyar vonatkozású kulturális rendezvényei, fesztiváljai a magyar művelődést és a Teleki családot középpontba állító májusi Teleki Napok, a régi bányászünnepből újjáélesztett és a város védőszentjére is emlékeztető augusztusi Szent István Napok, a város legnagyobb magyar rendezvénye, a helyi magyar egyesületek összefogásával 2006 óta megrendezett Főtér Fesztivál, valamint a Gesztenyeünnep, ami 1993 óta a város napja.
A Nagybányai Városi Színház épülete 1967-ben épült. Azóta nem került sor jelentősebb felújításra, így az épület falai megrepedeztek. Kellékek tárolására szolgáló raktárai nincsenek. A tervek szerint felújítása 2012-ben kezdődne, és 2014-re fejeződne be.

## Sport
- FC Baia Mare labdarúgócsapat
- HC Minaur Baia Mare kézilabdacsapat

## Látnivalók
A város legfontosabb látnivalói:

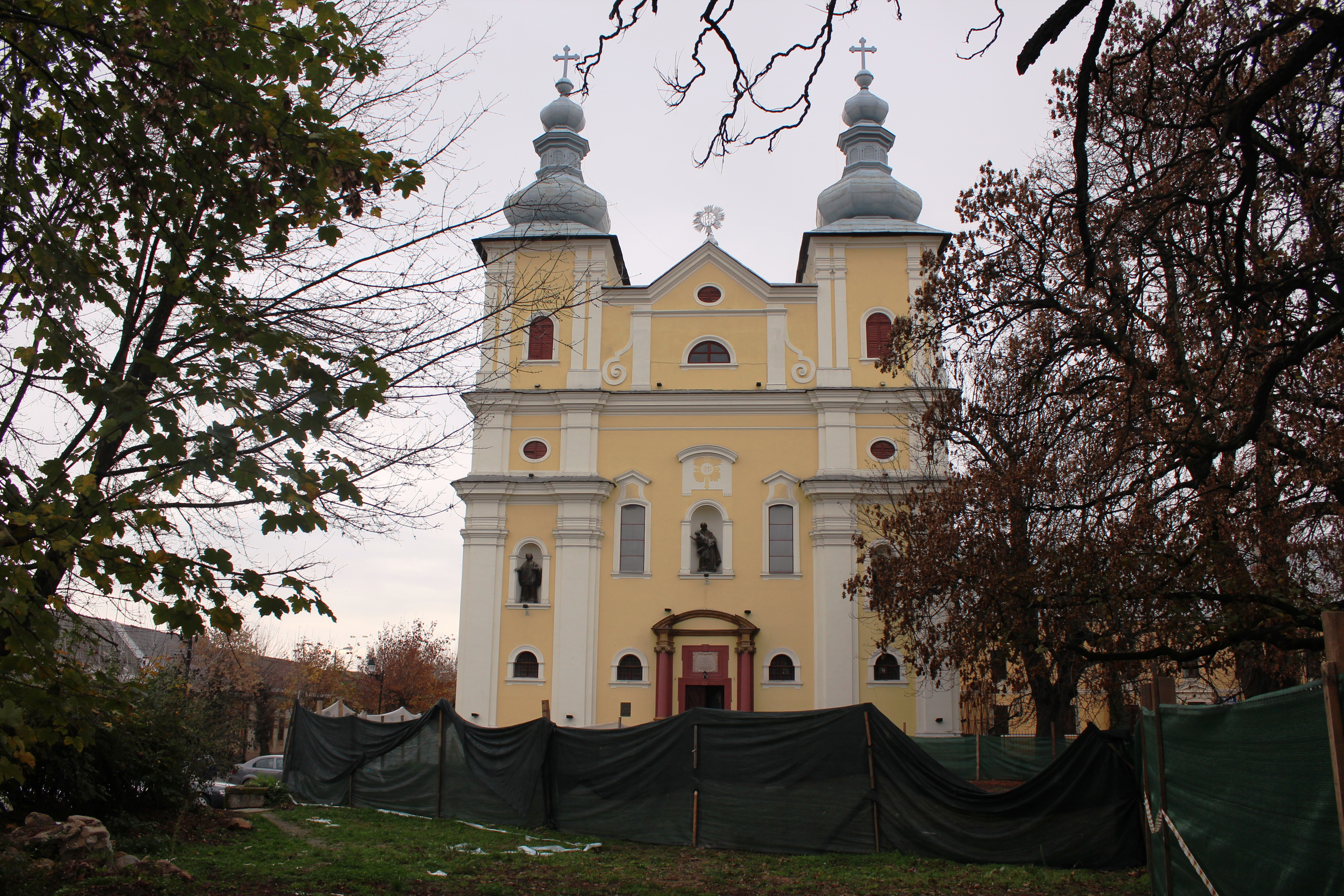
Szentháromság-templom

- A Szent István-torony az elpusztult 14. századi gótikus templom tornya, maga a torony a Hunyadiak korában épült Hunyadi János és Mátyás király adományaiból
- A Szentháromság-templom, 1718-ban épült barokk stílusban
- Evangélikus temploma 1912-ben épült szecessziós stílusban, oltárképét Iványi-Grünwald Béla festette
- Mészárosok tornya a 16. században épült, a középkori város déli (kővári) kapuját védő bástya volt
- Ortodox székesegyháza is a 20. század elején épült, eredetileg görögkatolikus székesegyház volt
- Híd utcai református templom a 18. századból, a nagybányai festőiskola kedvenc témája
- Szent Antal-templom
- Zsinagóga
- Erzsébet-ház, állítólag Szilágyi Erzsébet lakott itt férje, a házat építtető Hunyadi János halála után
- Híres festőiskoláját Hollósy Simon hozta létre 1896-ban, itt alkotott Ferenczi Károly,  Iványi-Grünwald Béla, Glatz Oszkár, Csók István, Thorma János és sokan mások; számos alkotásuk a helyi szépművészeti múzeumban, illetve magángyűjteményekben látható
- Történelmi és régészeti múzeuma (az egykori pénzverde épületegyüttesében), szépművészeti múzeuma (a volt vármegyei sóhivatal épületében), néprajzi múzeuma, falumúzeuma és ásványtani múzeuma van, valamint számos képzőművészeti kiállítóterme
- Csillagvizsgálója és planetáriuma az újvárosban, az óvárostól délre található

## Galéria

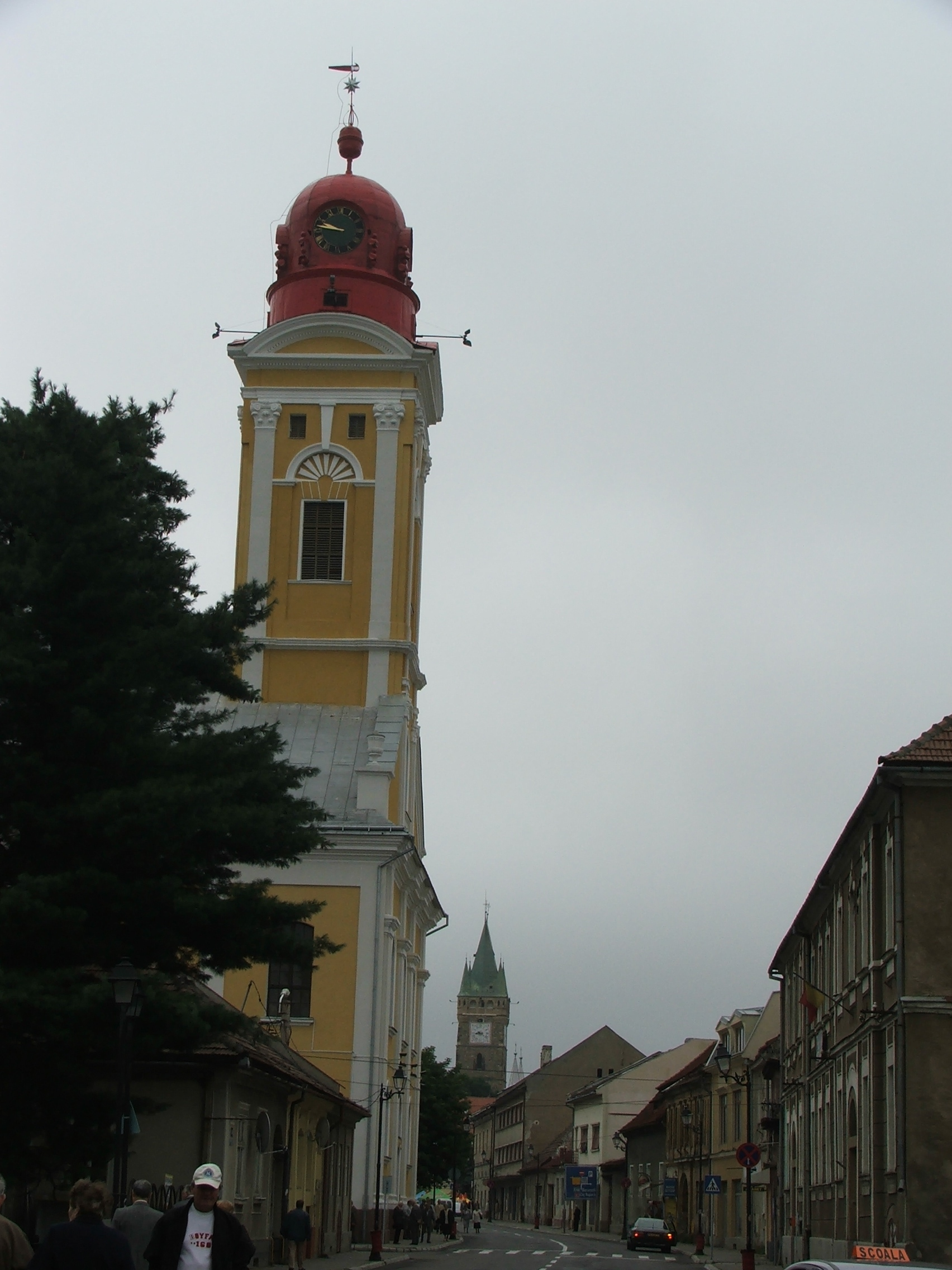
Református templom
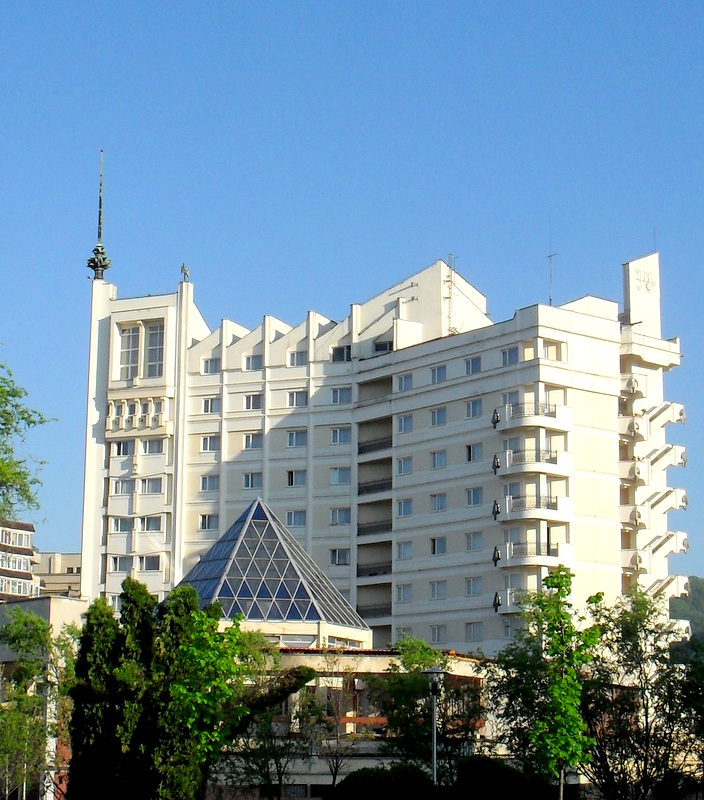
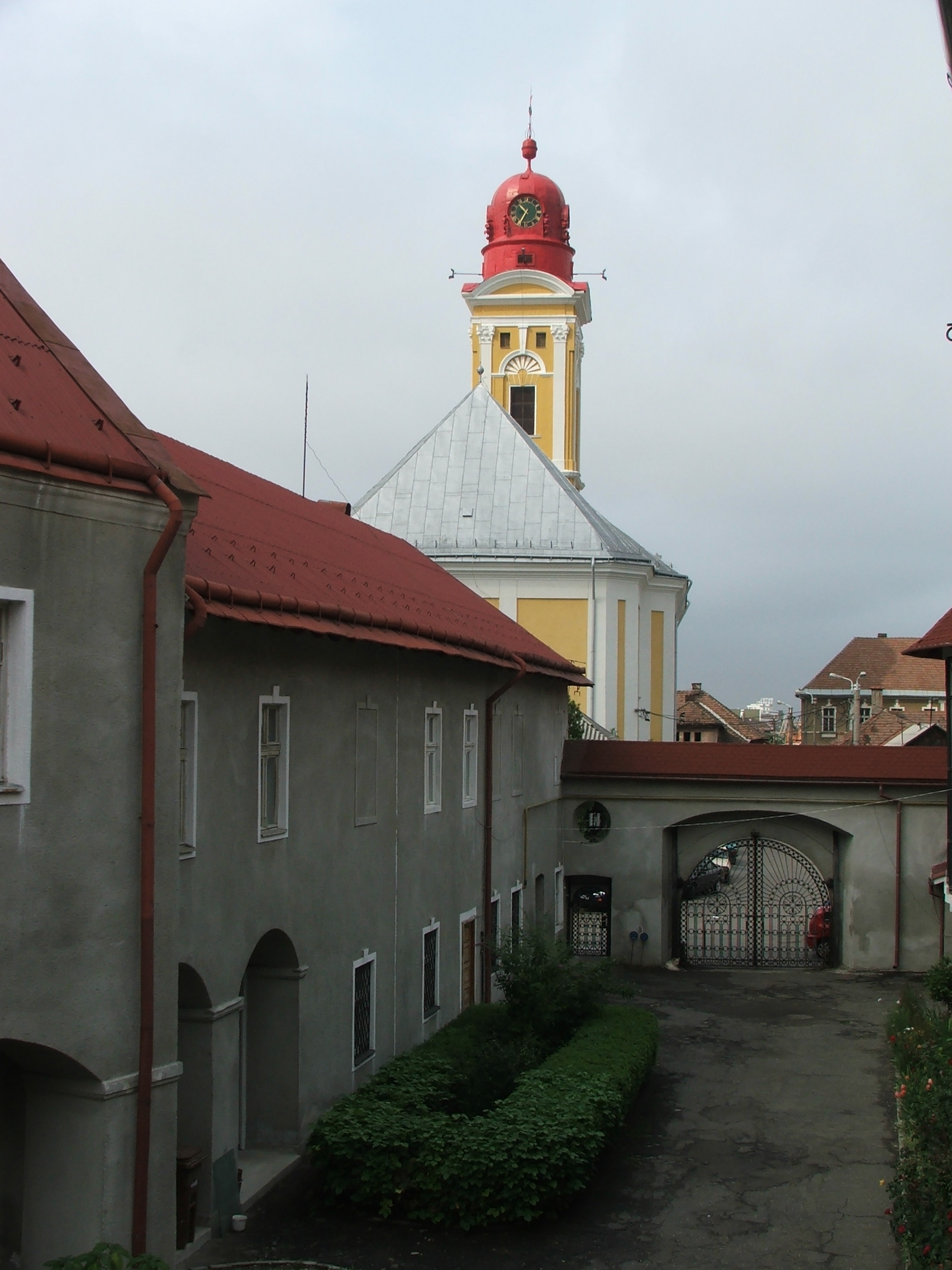
Régi pénzverde, Régészeti múzeum
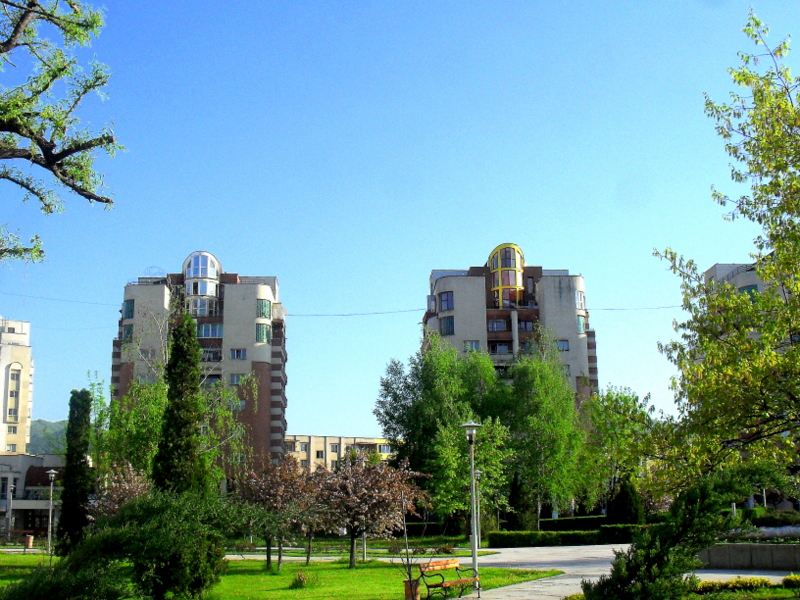
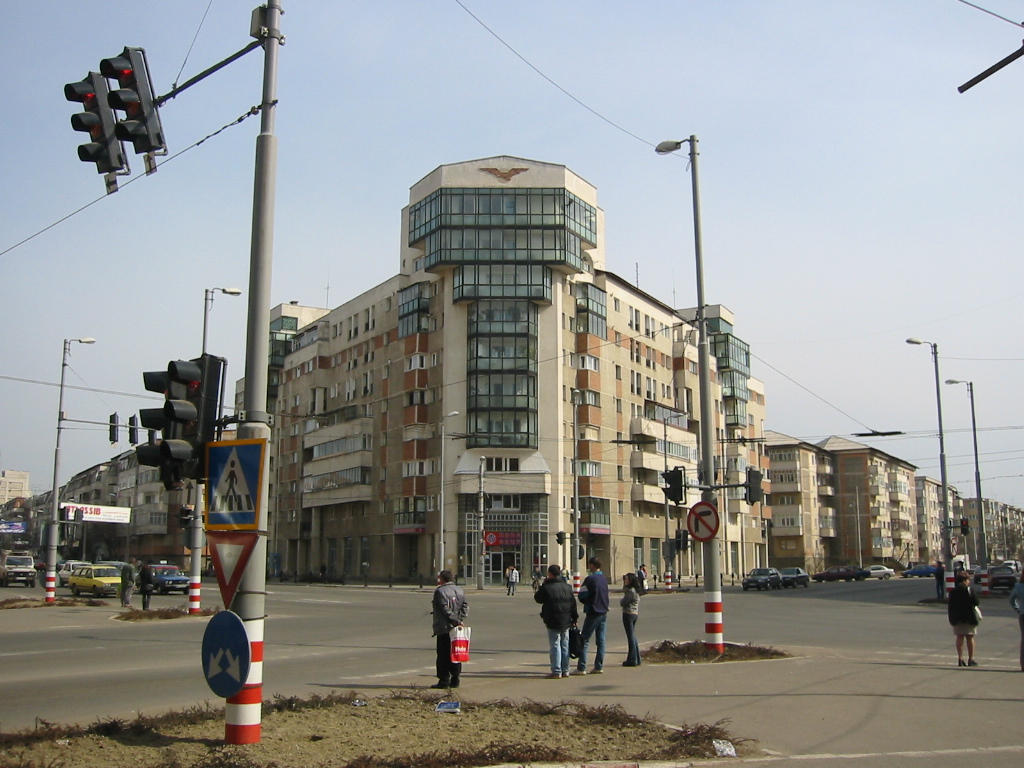
Lakóház a Traianus sugárúton

## Személyek
- Itt született, élt és hunyt el Thurmann Olivér (1841–1899) polgármester. Réti István: A nagybányai művésztelep c. könyvében a 7,12, 23, 147, 148, 151, 158 oldalakon ír Thurmann Olivér szerepéről a nagybányai festőiskola létrehozásában.
- Itt született, élt és hunyt el Turman Antal (1787–1862) bányavállalkozó, Az 1848-as forradalomhoz kapcsolódik: „Berzenczei László erdélyi kormánybiztos kocsisnak öltözve Turman Antal istállójában tartózkodott míg tovább menekülhetett, s ugyancsak Turman Antal házában rejtőzve irta meg Kemény Zsigmond »Zord Idök« című regényét” (Palmer: Nagybánya és környéke c. könyv 69. oldalán).
- Itt született Rumbach Sebestyén (1764–1844) pesti orvos, gyógyfürdő-alapító.
- Itt hunyt el Thurzó János (1437–1508) bányavállalkozó
- Itt született Bánfihunyadi János (1576–1650 k.) alkimista, ötvös, az angliai Gresham College kémiatanára, a „hermetikus filozófia” kutatója
- Itt tanult Misztótfalusi Kis Miklós (1650–1702) nyomdász[22]
- Itt élt Fésűs Menyhért (1802–1874) polgármester
- Itt született id. Lendvay Márton (1807–1858) színész[22]
- Itt született Csányi Dániel (1820–1867) matematikus
- Itt élt és hunyt el Teleki Sándor (1821–1892) 1848–49-es honvéd ezredes[23]
- Itt született Barabás Lilla (1834–1909) színésznő
- Itt született Vezéry Ödön (1841–1937) jogász, szerkesztő[24]
- Itt született Richter Ede (1852– ?) selmecbányai levéltáros, muzeológus.
- Itt született, élt és hunyt el Schönherr Gyula (1864–1908) történész[22]
- Itt nevelkedett, élt és hunyt el Thorma János (1870–1937) festőművész (aki itt a református temetőben nyugszik)
- Itt született és élt Réti István (1872–1945) festőművész[22]
- Itt született Monay Ferenc (1878–1964) római katolikus pap, művelődéstörténész, műfordító, közíró.
- Itt született Thurzó Ferenc (1880-?) gimnáziumi tanár.
- Itt született Maticska Jenő (1885–1906) festőművész[22]
- Itt született Tersánszky Józsi Jenő (1888–1969) író[22]
- Itt született Kövess István (1890–? 1997 előtt) jogász, jogi szakíró, újságíró
- Itt született Németh László (1901–1975) író[22]
- Itt született, alkotott és hunyt el Slevenszky Lajos (1910–1975) festő, díszlettervező.
- Itt született, élt és hunyt el Vida Géza (1913–1980) szobrász
- Itt született és hunyt el Szász Károly (1919–1965) művészettörténész
- Itt született Németh Amadé (1922–2001) karmester, zeneszerző
- Itt született 1926-ban Stössel István az orvostudományok doktora, orvosi szakíró.
- Itt született Kádár István (1930–) matematikai szakíró
- Itt született Boncz Géza (1944–2000) magyar író, humorista
- Itt született Vida György (1946–2019)[25] művészettörténész, műkritikus
- Itt született Csoma György (Nagybánya, 1951. május 8. – Nagybánya, 2005. május 31.) – újságíró, könyvkiadó.
- Itt született Vasile Miriuță (1968) román származású magyar válogatott labdarúgó
- Itt született Török Zsolt Csaba (1968) biológus, biológiai szakíró.
- Itt született Koller Ákos (1974) magyar válogatott labdarúgó
- Itt született Tar Gabriella-Nóra (1977) színház- és irodalomtörténész.
- Itt született Adrian Sînă (1977) román zenei producer, énekes, az Akcent dance-pop zenekar frontembere.
- Itt született Paula Seling (1978) román énekesnő, a 2010-es Eurovíziós Dalfesztivál harmadik helyezettje.
- Itt született AMI (Andreea Ioana Moldovan, 1989) román tánczene-énekesnő
- Itt született Bagossy Sándor (1942) fazekasmester, restaurátor, Népművészet Mestere díjjal kitüntetett szakember

|  |  |  |  |

## Testvérvárosok
- Gyula, Magyarország

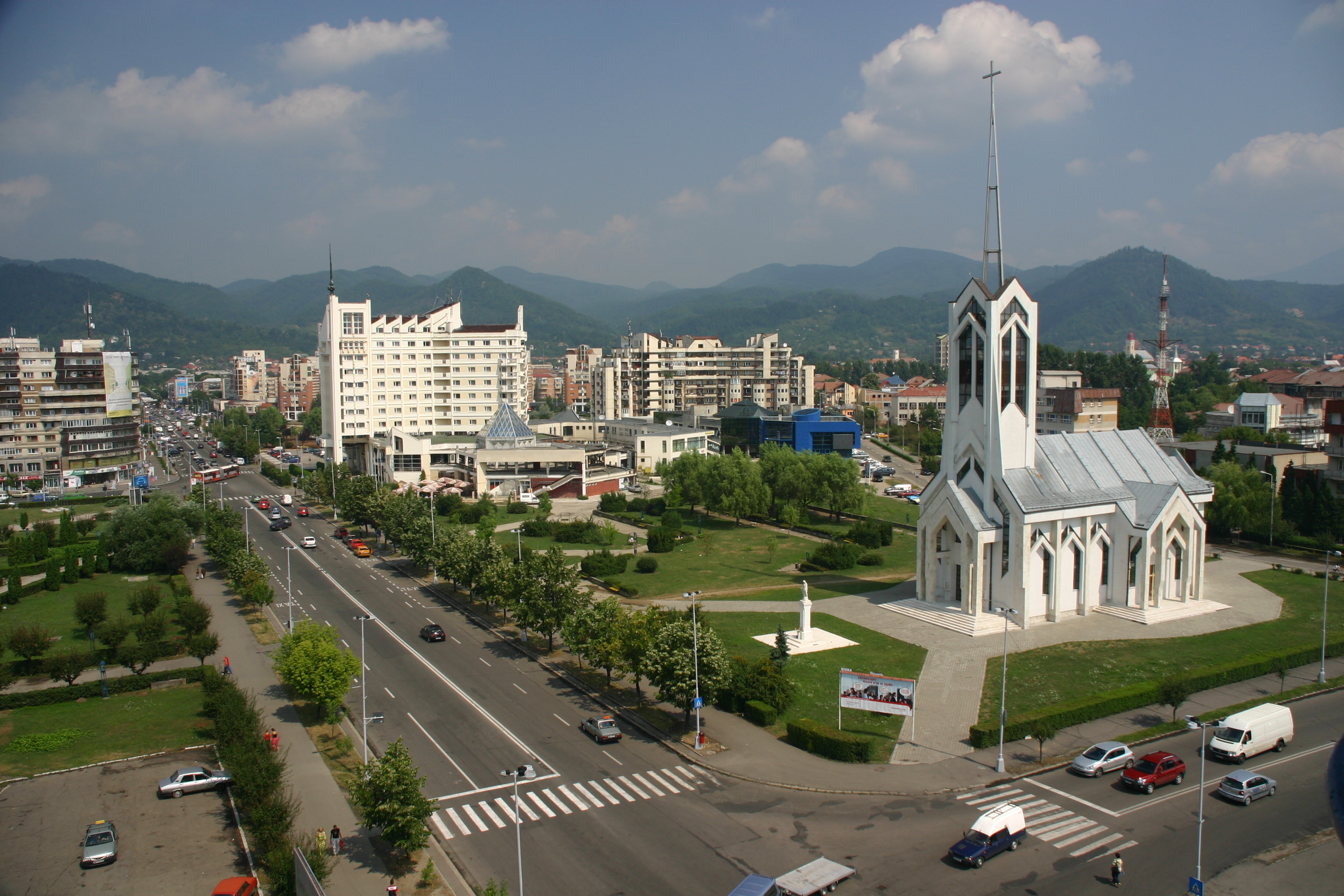
Nagybánya

- Hódmezővásárhely, Magyarország
- Szolnok, Magyarország
- Tiszavasvári, Magyarország
- Hollywood (Florida), Amerikai Egyesült Államok
- Ivano-Frankivszk, Ukrajna
- Serino, Olaszország
- Kitwe, Zambia
- Wels, Ausztria
- Bielsko-Biała, Lengyelország